# Anatol Josepho
Anatol Marco Josepho, né le 31 mars 1894 à Omsk dans l'Empire russe et mort le 16 décembre 1980 à La Jolla en Californie, est l'inventeur des cabines photographiques qu'il appela « photomaton », terme devenu en France le nom générique des cabines photographiques automatiques,.

## Biographie
Fils d'un joaillier, Josepho perd sa mère alors qu'il a trois ans. Pendant son enfance, il commence à prendre des photos avec un appareil photo Brownie bon marché fabriqués par Eastman Kodak. En 1909 à l'âge de 15 ans, il fréquente un institut technique local pour approfondir ses connaissances en photographie. Josepho  fuit son pays d'origine, après la révolution russe de 1917. Il déménage d'abord en Chine, ouvrant un studio de photographie à Shanghai, puis aux États-Unis. Au début des années 1920, il travaille à New York pour développer le Photomaton. Il dépose le brevet de son invention en 1925 et il met en service sa première cabine en septembre 1926 au 1659 Broadway Street à Manhattan. Pour 25 cents la machine offre alors 8 photographies développées en 8 minutes. En juillet 1926, il rencontre et épouse Ganna Belle Kehlmann (1904-1978), une actrice de cinéma muet, avec laquelle il aura deux fils. Le couple était ami avec leurs voisins, l'acteur Will Rogers et son épouse Betty Blake. Ganna Belle Kehlmann aurait mis en gage ses bijoux pour aider à financer le développement de l'invention de son mari. Le succès commercial est instantané et attire l'attention de Henry Morgenthau Senior (1856-1946), un avocat et ex diplomate à Constantinople durant la Grande Guerre, ayant fait fortune grâce à ses acquisitions immobilières et à d'autres investissements favorables, notamment dans la Underwood Typewriter Co., qui est devenue la plus grande manufacture de machines à écrire au monde sous sa direction.
Début 1927, Henry Morgenthau senior réunit un groupe d'investisseurs pour obtenir les droits du Photomaton d'Anatol Marco Josepho et en mars de la même année, le consortium monté par Henry Morgenthau paye Josepho 1 000 000 $ pour les droits aux États-Unis de son invention.
En 1933, 240 studios sont équipés aux USA et 140 en France et la compagnie Photomaton installe aussi des machines en Australie, en Nouvelle-Zélande, en Chine, au Japon et en Lituanie. Dans son livre "Photobooth" Babbette Hines indique que dès 1948, plus de 30000 machines sont installées rien qu'aux États-Unis.
Anatol Josepho décède le 16 décembre 1980, à l'âge de 86 ans dans une maison de repos de La Jolla, après une série d'attaques cérébrales.